# Charging Bull
Charging Bull (ook wel Wall Street Bull of Bowling Green Bull genoemd) is een bronzen sculptuur van Arturo di Modica en staat in het park Bowling Green in New York.
De woest ogende stier werd op 15 december 1989 onaangekondigd voor de ingang van de Wall Street Stock Exchange geplaatst. De stier was bedoeld als kerstcadeau voor de inwoners van New York. De politie nam de stier in beslag maar door een aanhoudend beklag van de inwoners van New York, besloot de 'New York City Department of Parks and Recreation' de stier een plaats te geven in 'Bowling Green Park'. Hier staat de 3.200 kilo wegende stier nog altijd.
In 2004 heeft Di Modica de stier te koop aangeboden. Voorwaarde daarbij was dat de stier op zijn huidige plaats bleef staan. De stier kostte Di Modica ooit 360.000 dollar. De Bull werd in brons gegoten door de Hongaar Peter Maurer, die hiervoor nooit is betaald. Peter Maurer (1942) keerde in 2005 terug naar Pecs in Hongarije, waar hij op 6 mei 2012 overleed. 
Op de vooravond van Internationale Vrouwendag (8 maart) 2017 werd de stier onaangekondigd (maar in overleg met de gemeente) vergezeld door een beeldje van een meisje dat hem onverschrokken aankijkt, Fearless Girl van Kristen Visbal. Deze reclamestunt van investeringsbedrijf State Street Global Advisors dient ter promotie van een 'diversiteitsfonds' van dat bedrijf. De stier verandert hierdoor van betekenis: hij lijkt nu het meisje te willen aanvallen en wordt een symbool van het machismo op Wall Street.
Sinds 2012 staat er van dezelfde kunstenaar een stier op het Beursplein in Amsterdam.

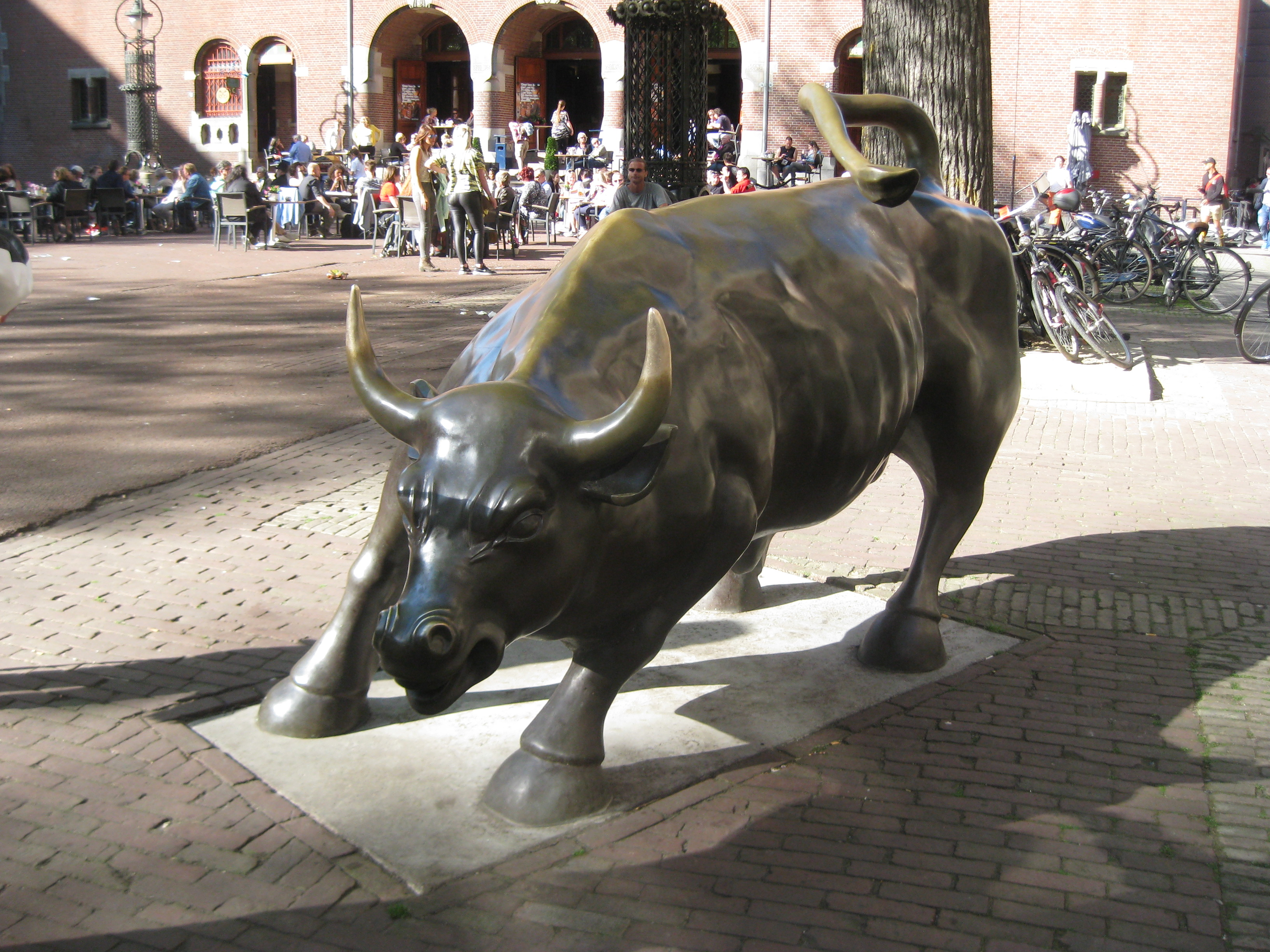
Stier op het Beursplein in Amsterdam.